# Pomnik Cesarza Napoleona I w Warszawie
Pomnik Cesarza Napoleona I  – popiersie znajdujące się na placu Powstańców Warszawy (noszącym w przeszłości również nazwę placu Napoleona) w Warszawie, u wylotu ulicy Wareckiej. 
Jest to trzeci historycznie pomnik Napoleona w Warszawie.

## Opis
Pomnik ustawiony został na placu Powstańców Warszawy w tym samym miejscu, w którym odsłonięto pierwszy pomnik cesarza w dniu 5 maja 1921 w setną rocznicę jego śmierci. Pomnik ten autorstwa rzeźbiarza Jana Antoniego Biernackiego został rozebrany po kilku miesiącach i zaginął.
Obecny pomnik jest kopią drugiego pomnika Napoleona autorstwa rzeźbiarza Michała Kamieńskiego odsłoniętego w dniu 3 maja 1923 na terenie ówczesnej Wyższej Szkoły Wojennej przy ulicy Koszykowej 79. Pomnik ten został rozebrany po II wojnie światowej, a zachowane popiersie cesarza Francuzów ustawiono na dziedzińcu Muzeum Wojska Polskiego. Obecny pomnik, podobnie jak poprzedni, składa się z wspartego na dwóch zrywających się do lotu orłach popiersia ustawionego na wysokim cokole. 
Zrekonstruowany pomnik powstał staraniem polskiej sekcji Stowarzyszenia Wzajemnej Pomocy Członków Legii Honorowej. Budowę pomnika zaakceptowała w roku 2011 Rada Warszawy mimo wcześniejszego sprzeciwu radnych PiS dzielnicy Śródmieście. 
Monument został odsłonięty w dniu 5 maja 2011, w 190. rocznicę śmierci cesarza Francuzów. W uroczystości uczestniczył oddział huzarów francuskich. U podstawy cokołu umieszczono tablicę informacyjną z napisem o odtworzeniu pomnika.
W związku z budową parkingu podziemnego pod placem Powstańców Warszawy, w lutym 2022 Rada m.st. Warszawy podjęła decyzję o czasowym usunięciu pomnika, a następnie ustawieniu go w nowej, pobliskiej lokalizacji.

## Galeria

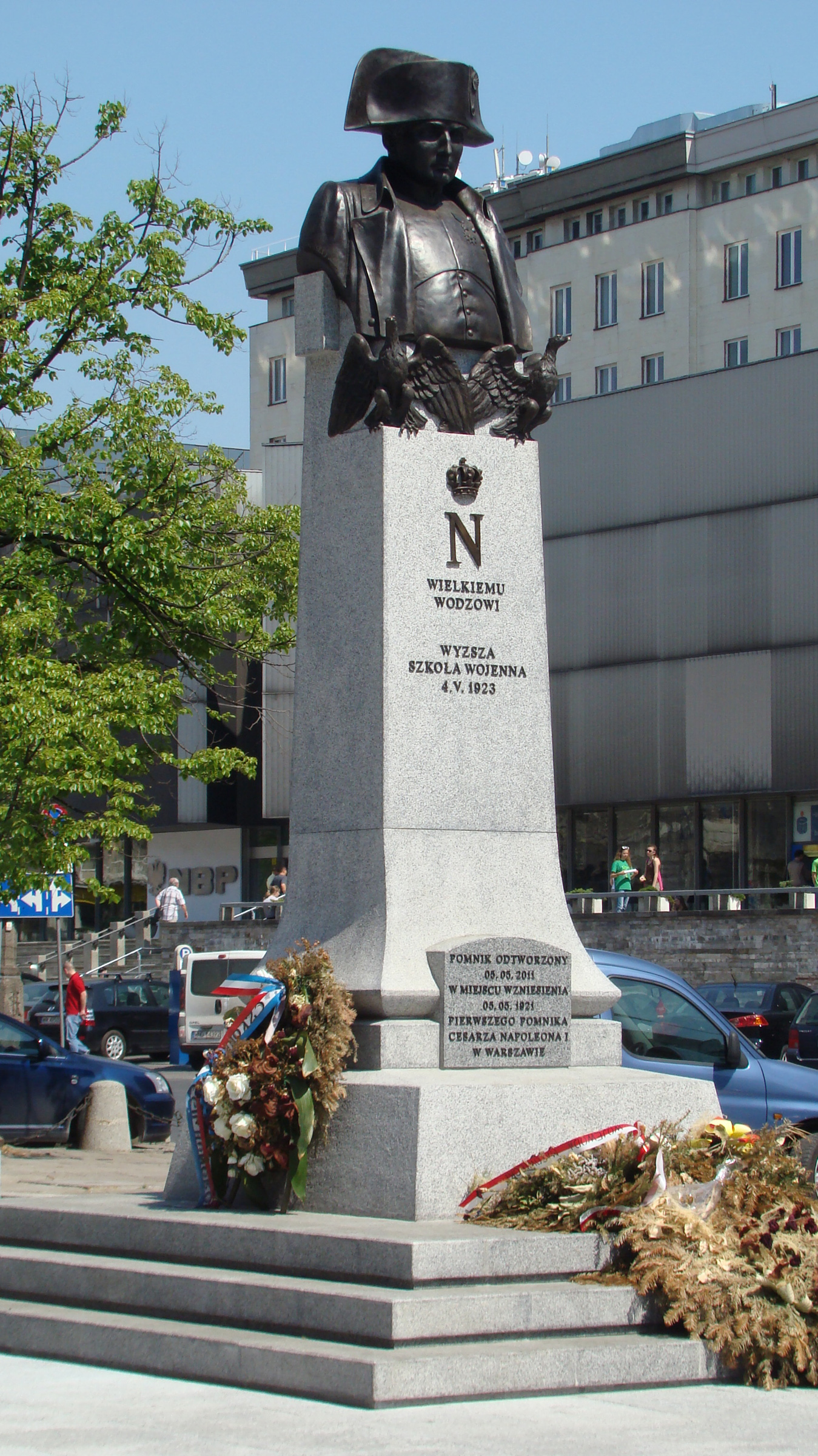
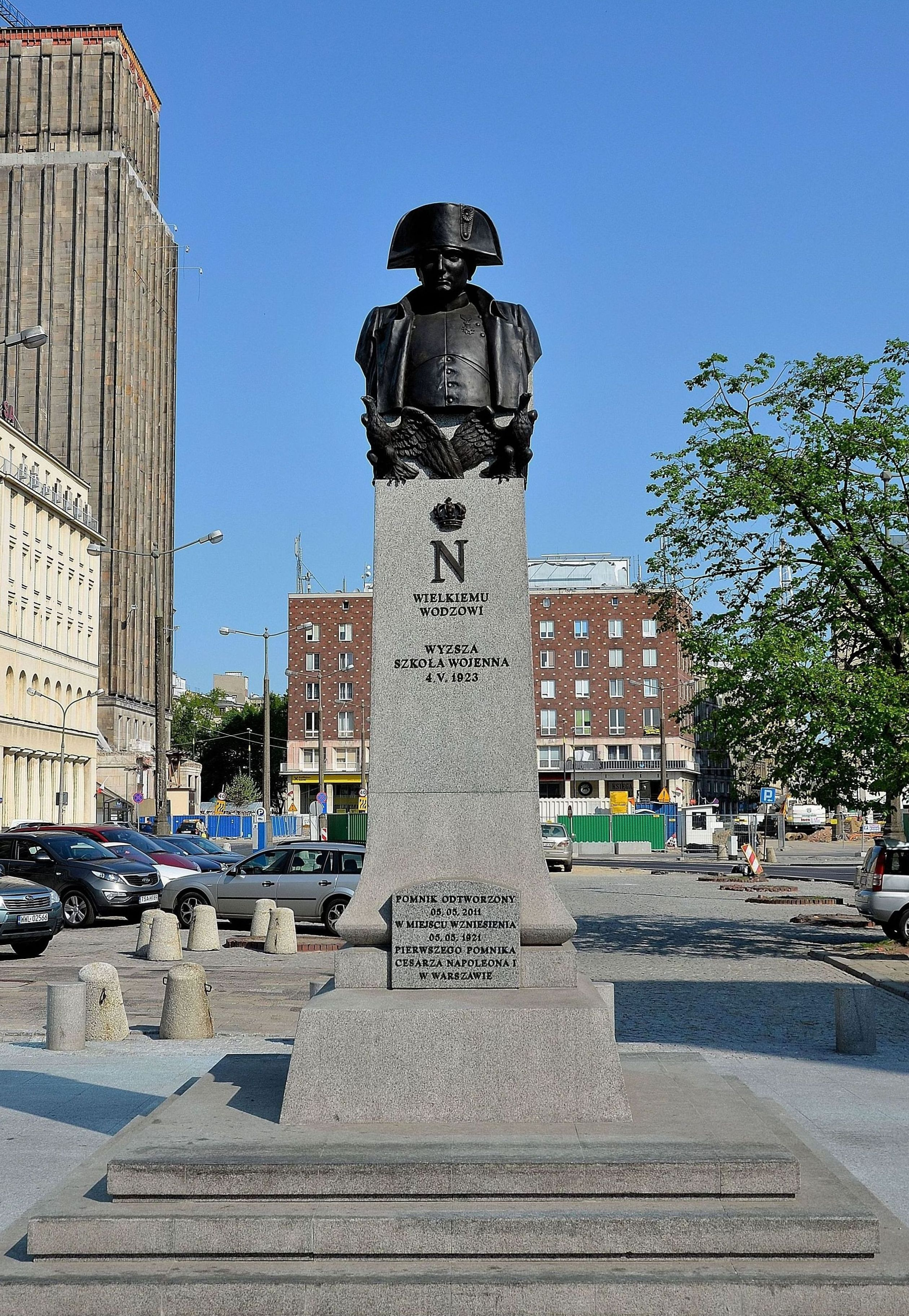
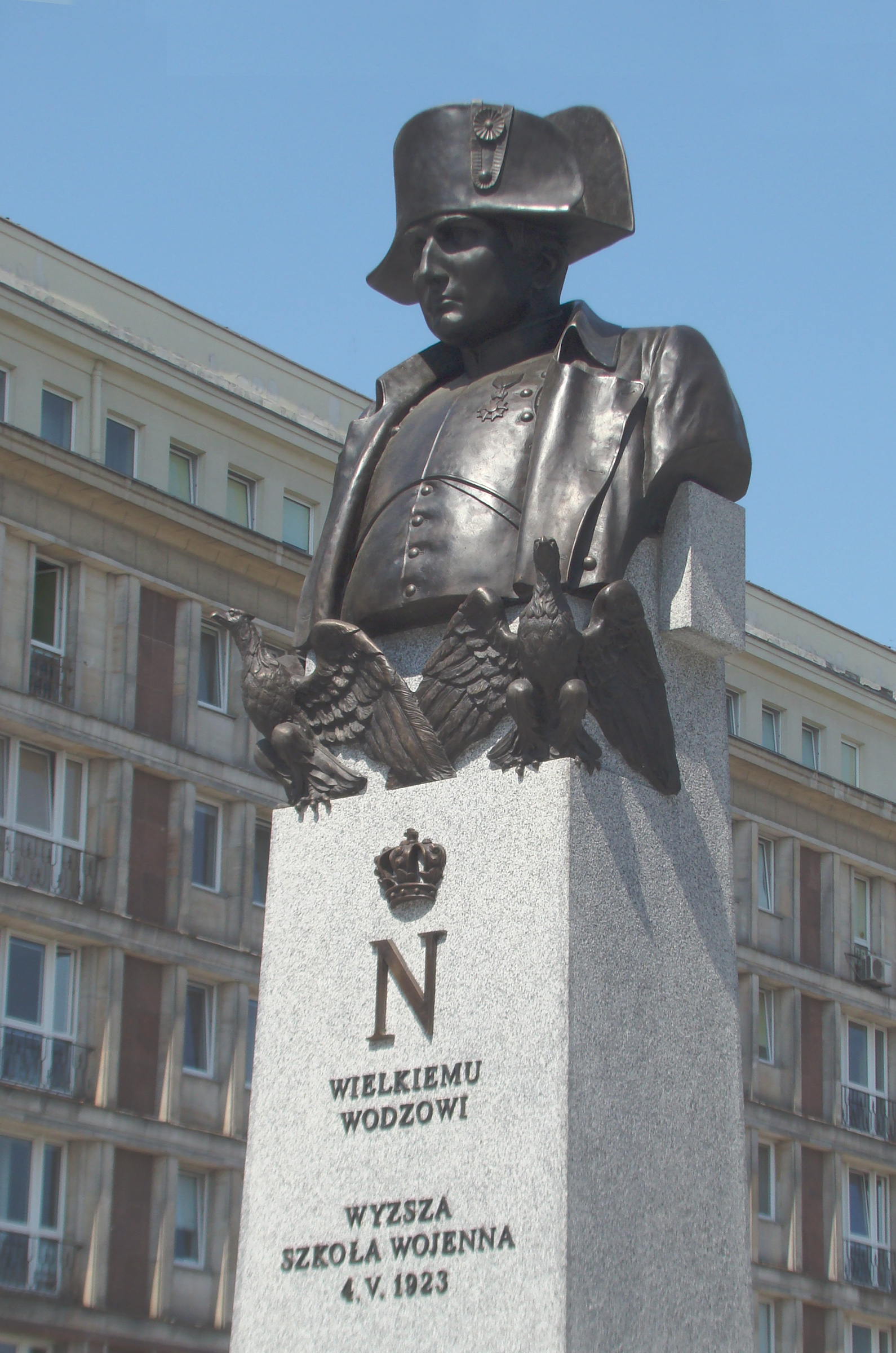
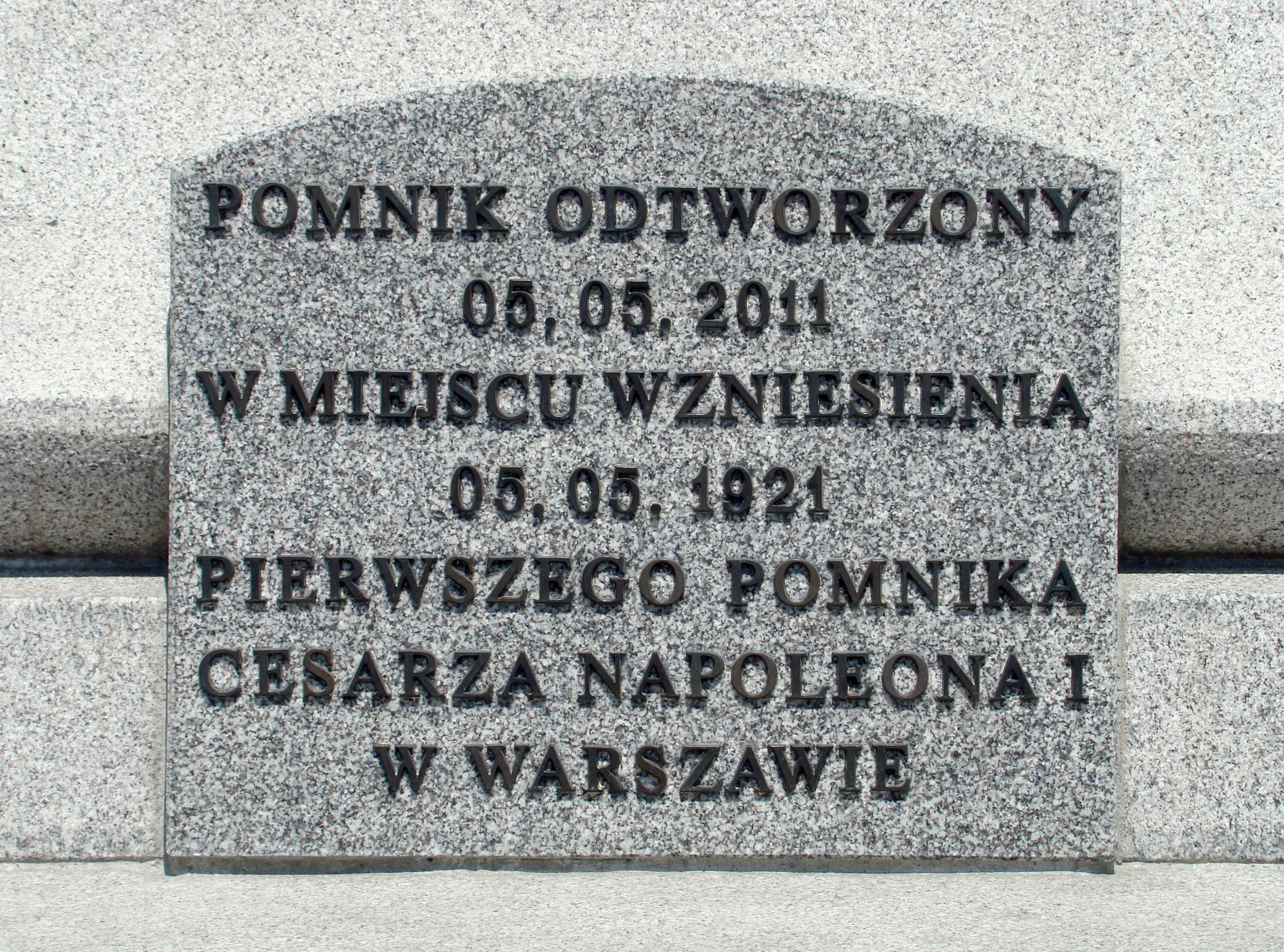